# 肇庙

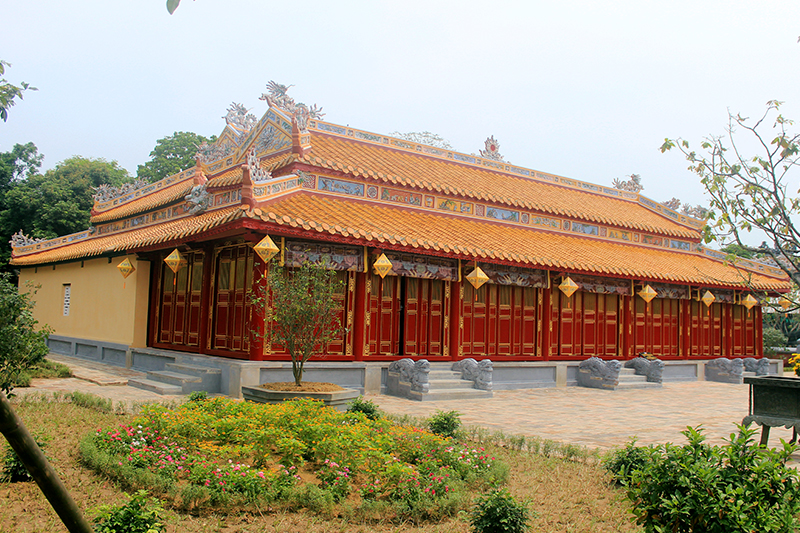
肇庙

16°28′12″N 107°34′48″E / 16.470°N 107.580°E
肇庙（越南语：／），又称肇祖庙（越南语：／），是顺化皇城内供奉阮太祖阮潢之父肇祖阮淦的宗庙，位于太廟以北，始建于嘉隆三年（1804年）。
肇庙的风格和建筑规模类似于兴庙，周围有回廊。
虽然历经多次战火，肇庙仍然得以幸存至今。